# Heinz Kuttin
Heinz Ernst Kuttin (Stockenboi, 5 de enero de 1971) es un deportista austríaco que compitió en salto en esquí.
Participó en tres Juegos Olímpicos de Invierno, entre los años 1988 y 1994, obteniendo tres medallas, dos en Albertville 1992, plata en trampolín grande por equipo (junto con Ernst Vettori, Martin Höllwarth y Andreas Felder) y bronce en trampolín grande individual, y bronce en Lillehammer 1994, en el trampolín grande por equipo (con Christian Moser, Stefan Horngacher y Andreas Goldberger).
Ganó cuatro medallas en el Campeonato Mundial de Esquí Nórdico entre los años 1989 y 1993.

## Palmarés internacional
| Juegos Olímpicos   | Juegos Olímpicos       | Juegos Olímpicos  | Juegos Olímpicos |
| Año                | Lugar                  | Medalla           | Prueba           |
| ------------------ | ---------------------- | ----------------- | ---------------- |
| 1992               | Albertville (Francia)  | Medalla de plata  | TG por equipo    |
| 1992               | Albertville (Francia)  | Medalla de bronce | TG individual    |
| 1994               | Lillehammer (Noruega)  | Medalla de bronce | TG por equipo    |
| Campeonato Mundial |                        |                   |                  |
| Año                | Lugar                  | Medalla           | Prueba           |
| 1989               | Lahti (Finlandia)      | Medalla de bronce | TN individual    |
| 1991               | Val di Fiemme (Italia) | Medalla de oro    | TN individual    |
| 1991               | Val di Fiemme (Italia) | Medalla de oro    | TG por equipo    |
| 1993               | Falun (Suecia)         | Medalla de bronce | TG por equipo    |